# Żerków (gromada)
Żerków – dawna gromada, czyli najmniejsza jednostka podziału terytorialnego Polskiej Rzeczypospolitej Ludowej w latach 1954–1972.
Gromady, z gromadzkimi radami narodowymi (GRN) jako organami władzy najniższego stopnia na wsi, funkcjonowały od reformy reorganizującej administrację wiejską przeprowadzonej jesienią 1954 do momentu ich zniesienia z dniem 1 stycznia 1973, tym samym wypierając organizację gminną w latach 1954–1972.
Gromadę Żerków z siedzibą GRN w mieście Żerków (nie wchodzącym w skład gromady) utworzono – w powiecie jarocińskim w woj. poznańskim, na mocy uchwały nr 22/54 WRN w Poznaniu z dnia 5 października 1954. W skład jednostki weszły obszary dotychczasowych gromad: Lisew, Raszewy, Stęgosz i Żółków ze zniesionej gminy Żerków w tymże powiecie. Dla gromady ustalono 27 członków gromadzkiej rady narodowej.
1 stycznia 1960 do gromady Żerków włączono obszary zniesionych gromad Chrzan i Śmiełów w tymże powiecie.
1 stycznia 1970 do gromady Żerków włączono 387,76 ha z miasta Żerków w tymże powiecie.
31 grudnia 1971 do gromady Żerków włączono obszary zniesionych gromad Dobieszczyzna i Przybysław w tymże powiecie.
Gromada przetrwała do końca 1972 roku, czyli do kolejnej reformy gminnej. 1 stycznia 1973 w powiecie jarocińskim reaktywowano gminę Żerków.